# Samkeh
Samkeh (tiếng Ả Rập: سمكة) là một ngôi làng Syria nằm ở Maarrat al-Nu'man Nahiyah ở huyện Maarrat al-Nu'man, Idlib. Theo Cục Thống kê Trung ương Syria (CBS), Samkeh có dân số 322 trong cuộc điều tra dân số năm 2004.